# Belvedér

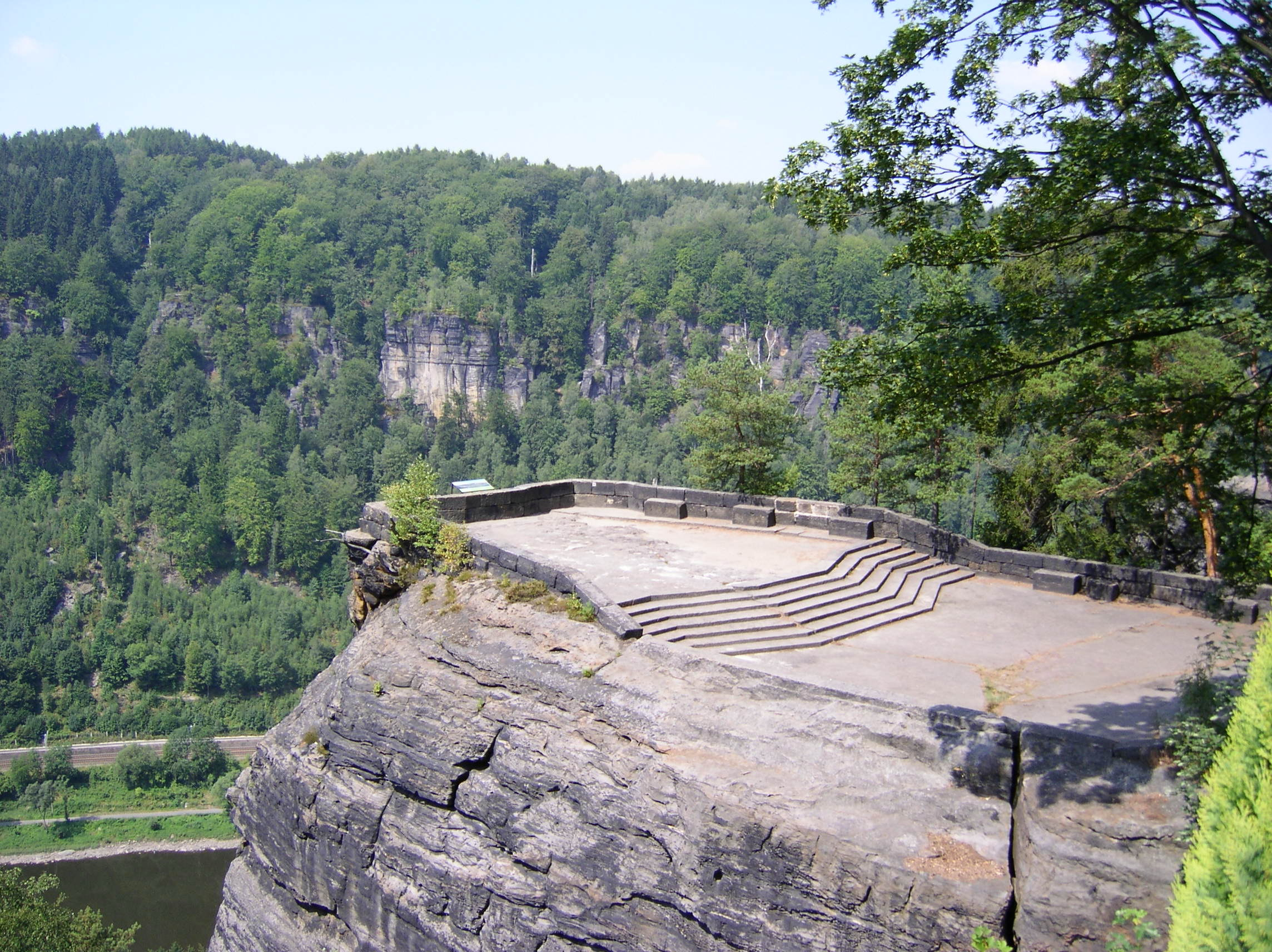
Belvedere-Aussicht

Belvedér (deutsch Belvedere) ist eine Aussichtswarte der Böhmischen Schweiz in Tschechien. Sie befindet sich bei Labská Stráň (Elbleiten) über dem Elbtal.

## Geschichte
Fürst Franz-Karl Clary-Aldringen ließ die Aussichtsterrasse zu Anfang des 18. Jahrhunderts anlegen. Eine künstliche Nische wurde für Theateraufführungen und Ähnliches genutzt. Sie war anfangs von einer Theatermaske, später vom Wappen der Fürstenfamilie geschmückt. Der Platz diente zur Erholung und Unterhaltung des Adels.
Eine Allee verbindet das Belvedér mit der einstigen Sommerresidenz Schloss Binsdorf. Nachdem 1790 das Schloss abgebrannt war, verlor man das Interesse am Aussichtspunkt.
Somit wurde der Platz für Touristen zugänglich. 1889 öffnete eine große Gastwirtschaft, die nach 1945 als Betriebsferienheim genutzt wurde. Nach 1990 wurde das Objekt wieder privatisiert und zum Hotel ausgebaut.

## Aussicht

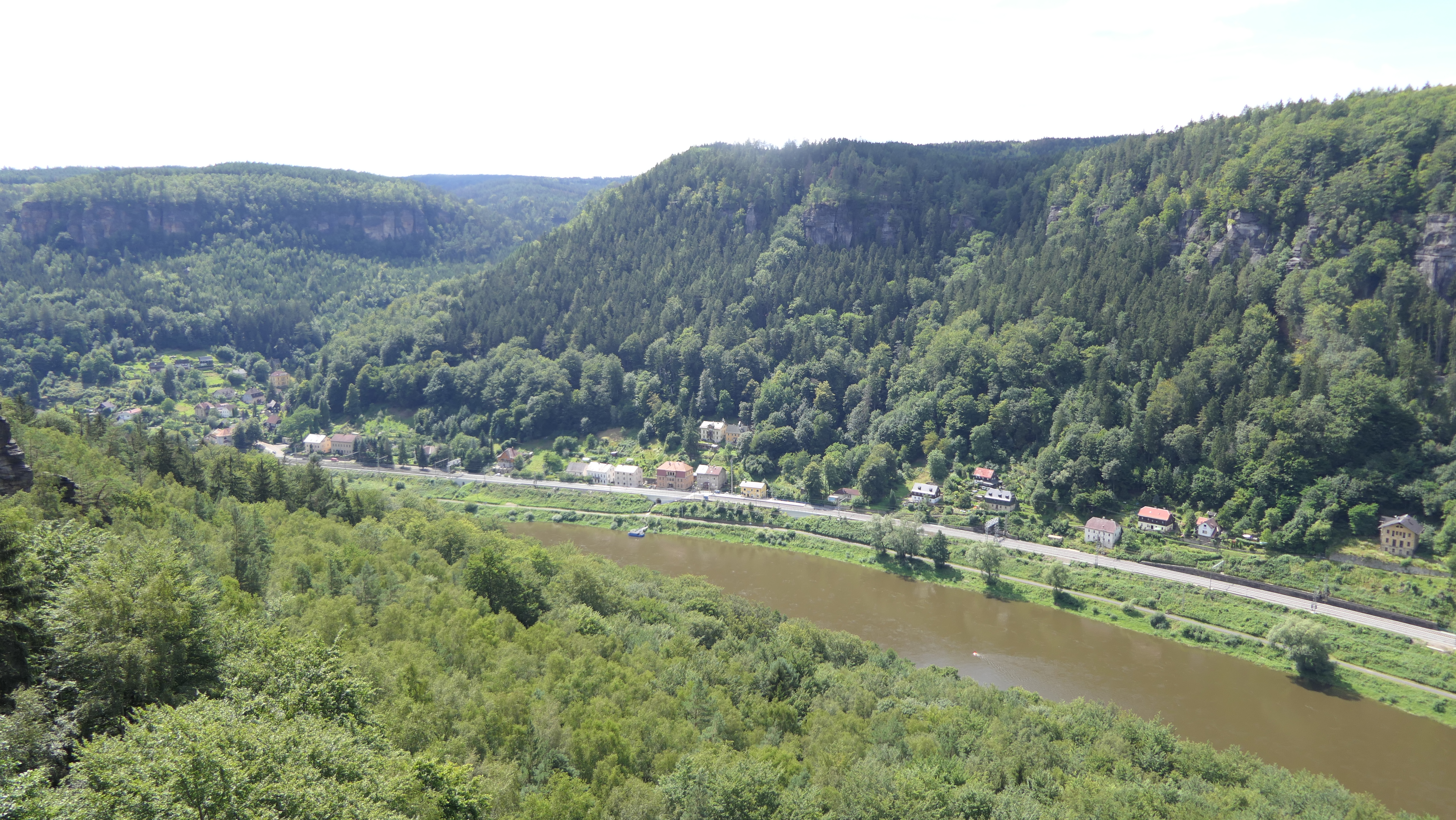
Blick auf Dolní Žleb

Der Aussichtspunkt liegt etwa 160 Meter über der Elbe und bietet einen Ausblick ins Elbtal. Unmittelbar gegenüber liegt der kleine Ort Dolní Žleb (Niedergrund) im tief eingeschnittenen Elbtal. Weiter flussaufwärts erkennt man Čertova Voda (Tschirte) und Podskalí (Rasseln). Bei gutem Wetter reicht die Sicht bis nach Děčín (Tetschen).